# 1904 en littérature
| Années de la littérature : 1901 - 1902 - 1903 - 1904 - 1905 - 1906 - 1907    |
| Décennies de la littérature : 1870 - 1880 - 1890 - 1900 - 1910 - 1920 - 1930 |

Cet article présente les faits marquants de l'année 1904 en littérature.

## Presse
- 22 décembre : Vperiod (« En avant »), journal de Lénine[réf. nécessaire].

## Parutions

### Essais
1. Vassili Klioutchevski : Cours d’histoire russe.
2. Lénine  : Un pas en avant, deux pas en arrière (mai).
3. René Quinton : L'Eau de mer, milieu organique.
4. John Ruskin : La Bible d’Amiens, traduit par Proust (mars).
5. Max Weber : L'Éthique protestante et l'esprit du capitalisme.

### Poésie
1. Alexandre Blok : Vers sur la Belle Dame.
2. Marie Dauguet : Par l'Amour.

### Romans
- Jack London : Le Loup des mers, traduit en français en 1922.
- Jules Verne : Un drame en Livonie (17 novembre).
- Luigi Pirandello : Feu Mathias Pascal (avril).
- Rodolphe Girard : Marie Calumet.
- Romain Rolland : L’Aube, premier tome de Jean-Christophe (5 novembre).

## Théâtre
- 30 janvier : La Cerisaie, pièce de Tchekhov.
- 6 février : Ouverture du Théâtre de l'Alhambra à Paris.
- 2 mars : La fille de Iorio, pièce de Gabriele D'Annunzio, est jouée à Milan.
- 5 novembre : Débuts d’acteur de Sacha Guitry à l’âge de 19 ans.
- 27 décembre : La pièce Peter Pan de l'écrivain britannique J. M. Barrie est représentée à Londres.
- Publication des Farces et moralités, d'Octave Mirbeau.

## Prix littéraires et récompenses
- 28 janvier : La Conquête de Jérusalem de Myriam Harry reçoit le premier Prix Femina.
- Décembre : José Echegaray et Frédéric Mistral reçoivent le prix Nobel de littérature.
- Léon Frapié reçoit le Prix Goncourt pour La Maternelle.

## Principales naissances
- 23 janvier : Louis Zukofsky, poète américain († 12 mai 1978).
- 17 mars : Patrick Hamilton, dramaturge et romancier britannique († 23 septembre 1962).
- 28 août : Mohamed Laïd Al-Khalifa, poète algérien († 31 juillet 1979).
- 8 septembre : Kye Yong-mook, écrivain sud-coréen († 1961).
- 17 septembre : José María Hinojosa, poète, éditeur et avocat espagnol († 22 août 1936).
- 26 septembre : Nicolas Baudy, écrivain et journaliste français († 26 septembre 1971).
- 11 novembre : Christian Mégret, écrivain français († 1987).

## Principaux décès
- 12 février : Antonio Labriola, philosophe marxiste italien (° 1843).
- 5 mai : Mór Jókai, écrivain hongrois, auteur de plus d’une centaine de romans et nouvelles historiques (° 1825).
- 3 juillet : Theodor Herzl, écrivain sioniste (° 1860).
- 15 juillet : Anton Tchekhov, écrivain russe (° 1860).
- 22 août : Kate Chopin, écrivaine américaine (° 1850).
- 26 septembre : Lafcadio Hearn, écrivain irlandais naturalisé japonais le nom de Yakumo Koizumi, (° 1850).
- 11 octobre : Trumbull Stickney, poète américain (°1874).